# René Van Meenen
René Van Meenen (Drongen, 14 januari 1931) is een voormalig Belgisch wielrenner, beroeps van 1955 tot en met 1967. Hij is anno 2023 de enige Gentenaar die de "thuiswedstrijd" Omloop Het Volk (tegenwoordig Omloop Het Nieuwsblad) wist te winnen.

## Belangrijkste overwinningen
1953
- Grand Prix François-Faber
- 2e etappe Ronde van Limburg

1954
- 6e etappe Vredeskoers
- 1e, 11e, 13e etappe Ronde van Egypte
- Eindklassement Ronde van Egypte

1955
- Ronde van Noord-Holland

1958
- Bruxelles-Charleroi-Bruxelles

1959
- Bruxelles-Charleroi-Bruxelles

1961
- 7e etappe Ronde van Spanje

1963
- Omloop Het Volk

## Resultaten in voornaamste wedstrijden
| Jaar | Ronde van Italië | Ronde van Frankrijk | Ronde van Spanje |
| ---- | ---------------- | ------------------- | ---------------- |
| 1957 |                  |                     |                  |
| 1958 |                  |                     |                  |
| 1959 |                  |                     | opgave           |
| 1960 | 67e              |                     |                  |
| 1961 |                  |                     | opgave (1)       |
| 1962 |                  |                     | opgave           |
| 1963 |                  | opgave              |                  |
| 1964 |                  | opgave              |                  |
| 1965 |                  |                     |                  |
| 1966 |                  |                     |                  |
| 1967 |                  |                     |                  |

| Jaar | Milaan-San Remo | Gent-Wevelgem | Ronde van Vlaanderen | Luik-Bast.‑Luik | Ronde van Lombardije | Omloop Het Volk |
| ---- | --------------- | ------------- | -------------------- | --------------- | -------------------- | --------------- |
| 1957 |                 | 17e           |                      |                 |                      | 26e             |
| 1958 |                 | 20e           |                      | 6e              |                      | 40e             |
| 1959 |                 |               |                      |                 |                      | 27e             |
| 1960 | 93e             | 10e           | 31e                  |                 |                      |                 |
| 1961 |                 | 66e           |                      |                 |                      | 24e             |
| 1962 |                 |               | 26e                  |                 |                      | 41e             |
| 1963 |                 | 6e            |                      |                 |                      | Goud            |
| 1964 |                 | 34e           |                      |                 |                      | 13e             |
| 1965 |                 | 14e           | 26e                  |                 |                      | 9e              |
| 1966 |                 |               |                      |                 |                      |                 |
| 1967 |                 | 43e           | 78e                  |                 |                      | 15e             |